# The Leonardo
The Leonardo est un gratte-ciel de 227 mètres de hauteur construit à Sandton dans la banlieue de Johannesburg en Afrique du Sud de 2015 à 2019.
Il comprend des bureaux, 241 appartements, 128 chambres d'hôtel,  sur 55 étages desservis par 14 ascenseurs ainsi qu'un atrium, une piscine, un centre de conditionnement physique et des commerces.
Haut de 223 mètres c'est l'une des plus hautes tours du continent africain et c'est le plus haut gratte-ciel d'Afrique du sud, devant le Carlton Centre construit en 1973.
L'immeuble a été conçu par l'agence Co-Arc International Architects
Le promoteur est la société Seventy Five on Maude Pty Ltd